# Nyírmada
Nyírmada – miasto w północno-wschodniej części Węgier, w pobliżu miasta Vásárosnamény oraz granicy z Ukrainą, Słowacją i Rumunią. Miejscowość liczy 4 652 mieszkańców (2012) i zajmuje obszar 38,8 km².

## Położenie
Miejscowość leży na obszarze Wielkiej Niziny Północnej wchodzącej w skład Wielkiej Niziny Węgierskiej, w pobliżu granicy ukraińskiej. Administracyjnie należy do powiatu Vásárosnamény, wchodzącego w skład komitatu Szabolcs-Szatmár-Bereg.